# Kaaos
 (avril 2017).
Si vous disposez d'ouvrages ou d'articles de référence ou si vous connaissez des sites web de qualité traitant du thème abordé ici, merci de compléter l'article en donnant les références utiles à sa vérifiabilité et en les liant à la section « Notes et références ».
Kaaos est un groupe de punk hardcore finlandais, originaire de Tampere. Formé en mars 1980, il est l'un des premiers groupes punk hardcore locaux à faire un disque (le premier étant Rattus), et bien que leur programmation a fréquemment changé au fil des ans, le groupe est actif encore aujourd'hui.

## Biographie
Jakke débute comme guitariste dans un groupe appelé Porttikielto, selon ses propres mots en 1978. Ils jouaient quelques soirées dans un club punk de Tampere appelé Safety Pins. Plus tard, un groupe appelé Nivelreuma lui demandera de rejoindre un nouveau groupe appelé Amiraali Nelson, nommé ensuite Admiral Nelson.
À la fin de 1981, le groupe enregistre un split EP avec Cadgers (plus tard Riistetyt. Après quelques changements de formation en 1982, qui suivront jusqu'à la séparation du groupe, Kaaos publie l'EP Totaalinen Kaaos. Kaaos devient alors connu à l'échelle nationale et internationale. En 1984, le groupe publie son seul album studio, Ristiinnaulittu Kaaos et un split avec Terveet Kädet. Ils reviennent avec l'EP Nukke. 
En novembre 1999, Kaaos joue un concert au Lepakko, un ancien squat à Helsinki.
Seul Jakke guitariste du groupe (qui devient plus tard le chanteur) est resté en tant que membre d'origine et a grandi pour devenir la figure centrale du groupe, jusqu'à son décès le 29 novembre 2007, à l'âge de 42 ans, apparemment de causes liées à l'alcool.

## Style musical
Kaaos est décrit comme « la marque finlandaise des années 80 » : son mal enregistré, riffs trashs, ajout de  tambours, basse omniprésente. Leur musique définit ce qu'est le punk hardcore moyens pour les finlandais et leur EP Totaalinen Kaaos  est devenu l'un des enregistrements à succès en Finlande. Deux ans plus tard. Le groupe sort ensuite l'album Ristiinnaulittu Kaaos sur Barabbas Records qui a été également très réussi.
Bien que leur production ait porté au début sur les autorités locales  et la police, ils continuent plus tard à critiquer non seulement le gouvernement mais aussi la façon dont les différentes croyances et religions sont utilisées pour justifier la guerre et ses causes.

## Discographie

### Albums studio
- 1984 : Riistinaulittu Kaaos
- 2001 : Ismit

### Autres
- 1981 : Kaaos/Cadgers "Kytät on Natsisikoja/ Kaaosta Tää Maa Kaipaa" (split)
- 1982 : Totaalinen Kaaos (EP)
- 1983 : Valtio tuhoaa, ei rakenna
- 1984 : Kaaos/Terveet Kädet So Much Fun
- 1985 : Nukke (EP)
- 1996 : Destroy Power
- 2000 : Kaaos/Svart Aggression (split-EP)
- 2001 : Perkeleen punkit
- 2001 : A Monumental Destruicao da Vida